# Isaac Jacob Schoenberg

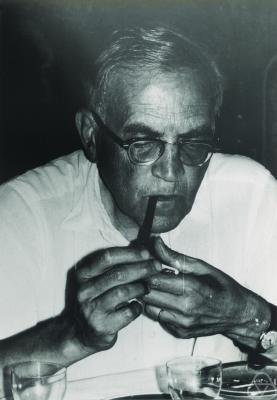
Schoenberg (1971)

Isaac „Iso“ Jacob Schoenberg (* 21. April 1903, Galați, Königreich Rumänien; † 21. Februar 1990 in Madison, Wisconsin) war ein rumänisch-amerikanischer Mathematiker, bekannt für die Entdeckung von Splines.

## Leben
Als Sohn eines Arztes studierte Schoenberg an der Universität Alexandru Ioan Cuza Iași, der Friedrich-Wilhelms-Universität zu Berlin (bei Issai Schur) und der Georg-August-Universität Göttingen Mathematik. 1926 wurde er in Jassy promoviert mit einer Arbeit über analytische Zahlentheorie, angeregt durch Schur. Auf Vermittlung von Edmund Landau war er 1928 an der Hebräischen Universität Jerusalem. 1930 heiratete er Landaus Tochter Charlotte. 1930 ging er mit einem Stipendium der Rockefeller-Stiftung in die Vereinigten Staaten. Er forschte an der University of Chicago bei Gilbert Ames Bliss, der Harvard University und 1933–1935 am Institute for Advanced Study. Er lehrte am Swarthmore und Colby College und ab 1941 an der University of Pennsylvania. 1943–1945 war er mit kriegswichtiger Forschung am Aberdeen Proving Ground befasst, dem ballistischen Forschungszentrum der United States Army. Er befasste sich dort mit Splines und veröffentlichte darüber 1946. Von 1966 bis zu seiner Emeritierung 1973 war er Professor an der University of Wisconsin–Madison. Auch als Emeritus blieb er wissenschaftlich aktiv. Neben der Anwendung von Splines in der Approximationstheorie und in Differentialgleichungen beschäftigten ihn Polynome mit reellen Nullstellen und die Einbettung metrischer Räume in Hilberträume und euklidische Räume (Einbettungssatz von Schoenberg).
Seine Schwester, die Pianistin Irma Wolpe Rademacher, war mit Hans Rademacher verheiratet.